# 安特里姆 (新罕布什爾州普查規定居民點)
安特里姆（英語：Antrim）是位於美國新罕布什爾州希爾斯波羅縣的普查規定居民點。

## 人口
根據2020年美國人口普查的數據，安特里姆的面積為11.79平方千米，當中陸地面積為11.77平方千米，而水域面積為0.02平方千米。當地共有人口1395人，而人口密度為每平方千米118.32人。